# Fairchild C-123 Provider
Fairchild C-123 Provider je bilo dvomotorno propelersko vojaško transportno letalo, ki so ga zasnovali pri Chase Aircraft in pozneje proizvajali pri Fairchild Aircraft. Uporabljali so ga različni rodi vojske kot je USAF, Air Force Reserve, Air National Guard in Ameriška obalna straža. Med Vietnamsko vojno se je uporabljal za škropljenje defolianta Agent Orange.
C-123 je bil sprva zasnovan kot vojaško jadralno letalo Chase XCG-20. Razvili so dve verziji motorno gnanih  XCG-20, XC-123 je imel dva zvezdasta motorja Pratt & Whitney R-2800-23, XC-123A pa štiri turboreaktivne motorje General Electric J47-GE-11. XC-123A je bil prvo ameriško reaktivno transportno letalo, sicer so zgradili samo prototip.
Batni XC-123 je bil priljubljen kot taktično transportno letalo, bil je robusten in zanesljiv, lahko je operiral s kratkih in slabo pripravljenih stez. 
Leta 1954 je Henry J. Kaiser kupil večinski delež v Chase Aircraft, sklepal je, da bo po C-119 dobil tudi pogodbo za C-123. Pred prenosom proizvodnje v Fairchild je Chase dal ime letalu AVITRUC, ki pa se ni uveljavilo

## Tehnične specifikacije(C-123K Provider)
- Posadka: 4
- Kapaciteta: 60 potnikov, 50 nosil ali 11 000 kg tovora
- Dolžina: 76 ft, 3 in (23,25 m)
- Razpon kril: 110 ft, 0 in (33,53 m)
- Višina: 34 ft 1 in (10,39 m)
- Površina kril: 1 223 ft² (113,7 m²)
- Prazna teža: 35 366 lb (16 042 kg)
- Maks. vzletna teža: 60 000 lb (27 215 kg)
- Motorji: XC-123A: 2 × General Electric J85-GE-17 turboreaktivni,potisk  2 850 lbf (13 kN) vsak; C-123: 2 × Pratt & Whitney R2800-99W "Double Wasp" 18-valjni zračno hlajeni zvezdasti motor, 2 500 KM (1 865 kW) vsak

- Maks. hitrost: 228 mph (198 vozlov, 367 km/h) na višini 10 000 ft (3 050 m)
- Potovalna hitrost: 173 mph (150 vozlov, 278 km/h)
- Hitrost izgube vzgona: 95 mph (83 vozlov, 152 km/h)
- Dolet: 1 035 mi (899 nm, 1 666 km) z maks. tovorom
- Največji dolet: 3 280 mi (2 852 nmi, 5 280 km)
- Višina leta (servisna): 21 100 ft (6 430 m) "OEO" (1 motor neoperativen)
- Hitrost vzpenjanja: 1 220 ft/min (6,2 m/s) "OEO" (1 motor neoperativen)